# Gabriel Knight 2: The Beast Within
Gabriel Knight 2: The Beast Within (The Beast Within: A Gabriel Knight Mystery) — приключенческая компьютерная игра, выпущенная фирмой Sierra On-Line в 1995 году. В отличие от первой части игры Gabriel Knight: Sins of the Fathers, выпущенной в 1993 году, The Beast Within игра полностью основана на технологии FMV (Full Motion Video). Технология была популярна при разработке компьютерных игр в середине 90-х годов XX века, так как позволяла использовать возможности мультимедиа, переживавшей бурное развитие. В то же время использование FMV накладывало определённые ограничения на разработчиков игр, в первую очередь в виде линейности сюжета. Также производство таких игр было весьма дорогостоящим: кроме обычных затрат требовалось прибегать к услугам профессиональных актёров. The Beast Within стала единственной игрой серии, в которой использовалась технология FMV, в следующей части сериала был использован 3D-движок, обычный для квестов конца 1990-х.
Игра была выпущена для PC и Mac OS. В версии для Mac OS для проигрывания видео использовался собственный плеер, специально разработанный Sierra, из-за чего игра имела свойство «тормозить» и «вылетать» в ОС на компьютерах Macintosh с процессорами типа 680x0.

## Сюжет
В сюжете игры причудливо переплетаются германская народная мифология и реальные факты из истории Баварии. Из древних легенд заимствованы предания об оборотнях, из немецкой истории — события жизни и правления «последнего истинного короля Баварии» Людвига II. К этим составляющим добавлены традиционные для мистико-исторического детектива компоненты — кровавые убийства, «тайное общество», сексуальная интрига. Главные герои: изобретательный и находчивый американский писатель и владелец книжной лавки, а по совместительству частный детектив Габриэль Найт и его помощница в делах Грейс Накимура. В конце прошлой части Габриэль получает в наследство Замок Риттер в Баварии и семейный титул Шаттенъегер (Schattenjäger) — «Охотник за Тенью». Однако, как оказалось, это почётное звание накладывает на его обладателя серьёзные обязательства — защищать местное население от посягательств сверхъестественных существ. Нападения оборотней и других мифических чудовищ давно в прошлом, но не успел Габриэль переехать в замок своих предков и привести в порядок своё новое имущество, как его способности Шаттенъегеря оказались востребованы. Жители небольшой деревни нанимают его для расследования ужасной гибели маленькой девочки — по их убеждению, убитой оборотнем. Габриэлю и Грейс предстоит решить множество загадок в Мюнхене, знаменитом замке «сказочного» короля Нойшванштайн, отправиться в дремучие леса Баварии. Их усилия будут вознаграждены: герои узнают «правду» о загадочной смерти короля Людвига II и найдут «утерянную» оперу Вагнера.

## Геймплей
Игра делится на шесть «глав», по одному CD-диску на каждую. Игрок попеременно управляет Габриэлем и Грейс. Главные герои проводят расследования отдельно друг от друга: Габриэль в Мюнхене и пригороде расследует серию загадочных нападений, а Грейс в Риттерсберге собирает информацию о знаменитом оборотне прошлого Чёрном Волке и ездит по музеям и прочим достопримечательностям Баварии, изучая «белые пятна» биографии «сказочного» короля Баварии Людвига II. К концу игры героям предстоит объединить свои усилия для успешного завершения расследования.

## Персонажи игры
Из постоянных героев сериала в этой игре действуют трое: Габриэль, Грейс и Герда. Детектив Мозли по ходу сюжета несколько раз упоминается Габриэлем и Грейс, но в игре участия не принимает. Игроку предстоит поочередно управлять действиями Габриэля и Грейс.
Основные персонажи игры, с которыми предстоит иметь дело главным героям:
Подробнее см. Список персонажей Gabriel Knight 2: The Beast Within

### Мюнхен

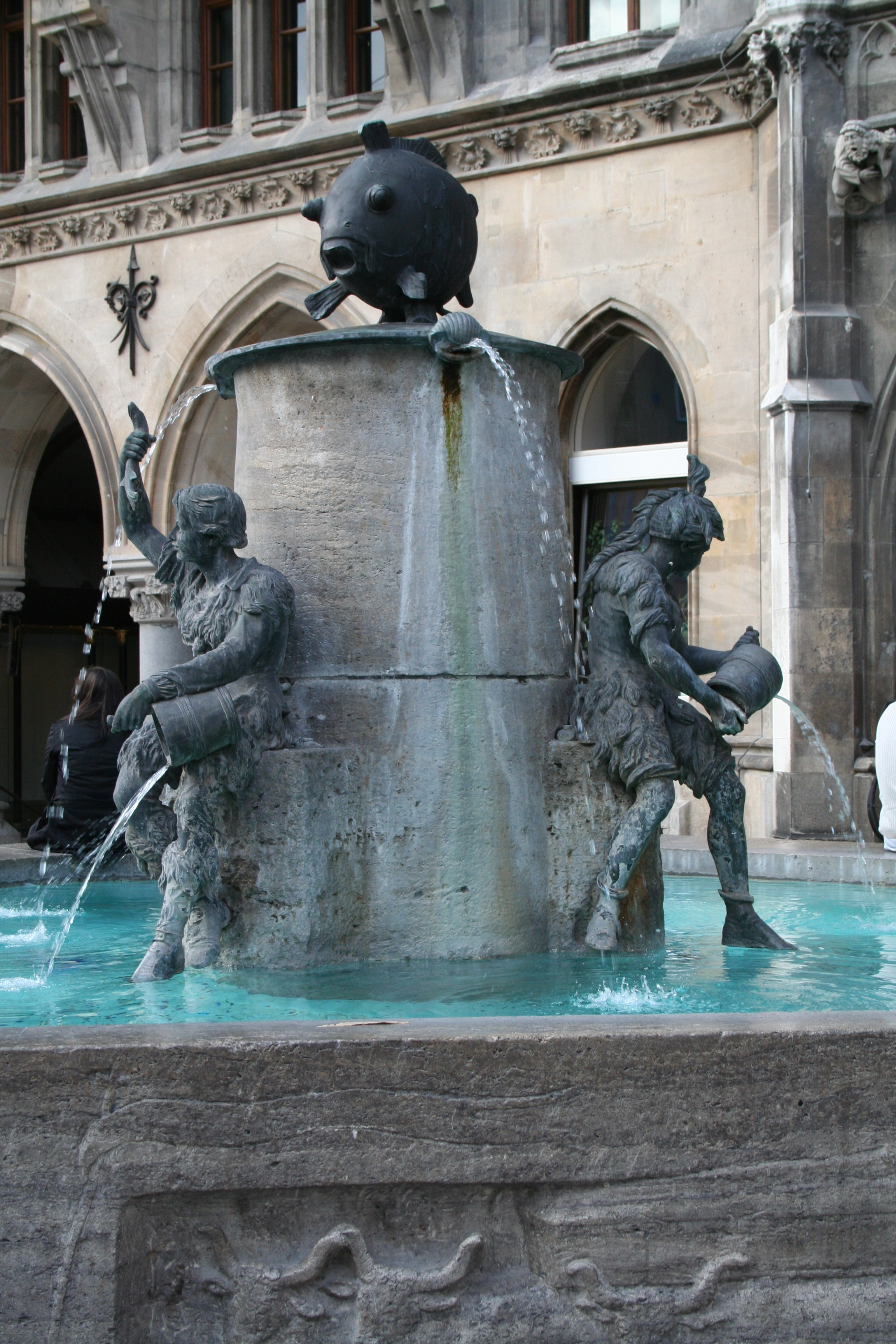
Фонтан на Мариенплац

Жертвы нападений. Перед началом расследования Габриэля было известно о трёх эпизодах нападений и четырёх погибших. Ни одной из жертв нападений выжить не удалось, тела погибших были растерзаны в клочья, некоторые частично съедены. На месте убийств были обнаружены многочисленные следы — красновато-коричневая шерсть, слюна, отпечатки лап, похожие на волчьи или собачьи. Согласно уликам во всех случаях действовало одно животное, результаты анализов обнаруженной шерсти и других следов однозначно указывали на непричастность к убийствам сбежавших из зоопарка волков. Этот факт, однако, долгое время замалчивался полицией, настроенной на их поимку.

Панорама Мариенплац в игре (монтаж). Курсоры с надписью «exit» (увеличены) для плавного перемещения персонажа. Курсор слева вверху для быстрого перемещения персонажа. Курсор слева внизу — спуск в метро.
Крайняя правая фигурка — Габриэль, приближающийся к фонтану и перекрёстку с Динерштрассе

- Первая жертва — молодая женщина была убита в лесу, куда она отправилась на пикник с мужем. Это произошло через 2 дня после исчезновения волков из зоопарка. Убийство произошло немного севернее Мюнхена — недалеко от Эхинга.
- Следующие две жертвы — подростки — погибли 12 дней спустя в Фельдкирхене, на востоке от города, куда они отправились походить по скалам.
- Тони Хубер (Toni Huber)— погибла ещё через две недели в Лоххаме, на ферме её родителей к западу от Мюнхена. Свидетели — родители погибшей — утверждают, что видели огромного волка и уверены, что это — оборотень, так как у него был «человеческий взгляд» и он «знал, что делает». Габриэль Найт был нанят родителями убитой девочки для расследования этого преступления, а также группой жителей деревни для предотвращений подобных случаев в будущем.
- Карл Гроссберг (Karl Grossberg), 52 года — меховщик из Мюнхена. Погиб в центре города, на углу Динерштрассе, недалеко от здания Ложи. Убийство Гроссберга произошло уже после того, как Габриэль взялся за расследование и сразу привлекло внимание — оно было не похоже на остальные, произошедшие на окраинах. Вероятно, Гроссберг не был случайной жертвой. Подозрения Габриэля усиливаются, когда он узнаёт, что погибший оказывал какие-то услуги членам Ложи.
- При более подробном изучении полицейских архивов и подшивок местных газет выясняется, что подозрительные исчезновения людей в баварских лесах происходили и раньше, на протяжении не менее десяти лет. Но тела так и не были обнаружена и все жертвы считались пропавшими без вести. Более того, есть вероятный, хотя и не заслуживающий особого доверия свидетель, якобы видевший около шести лет назад огромного чёрного волка в Баварском национальном заповеднике.

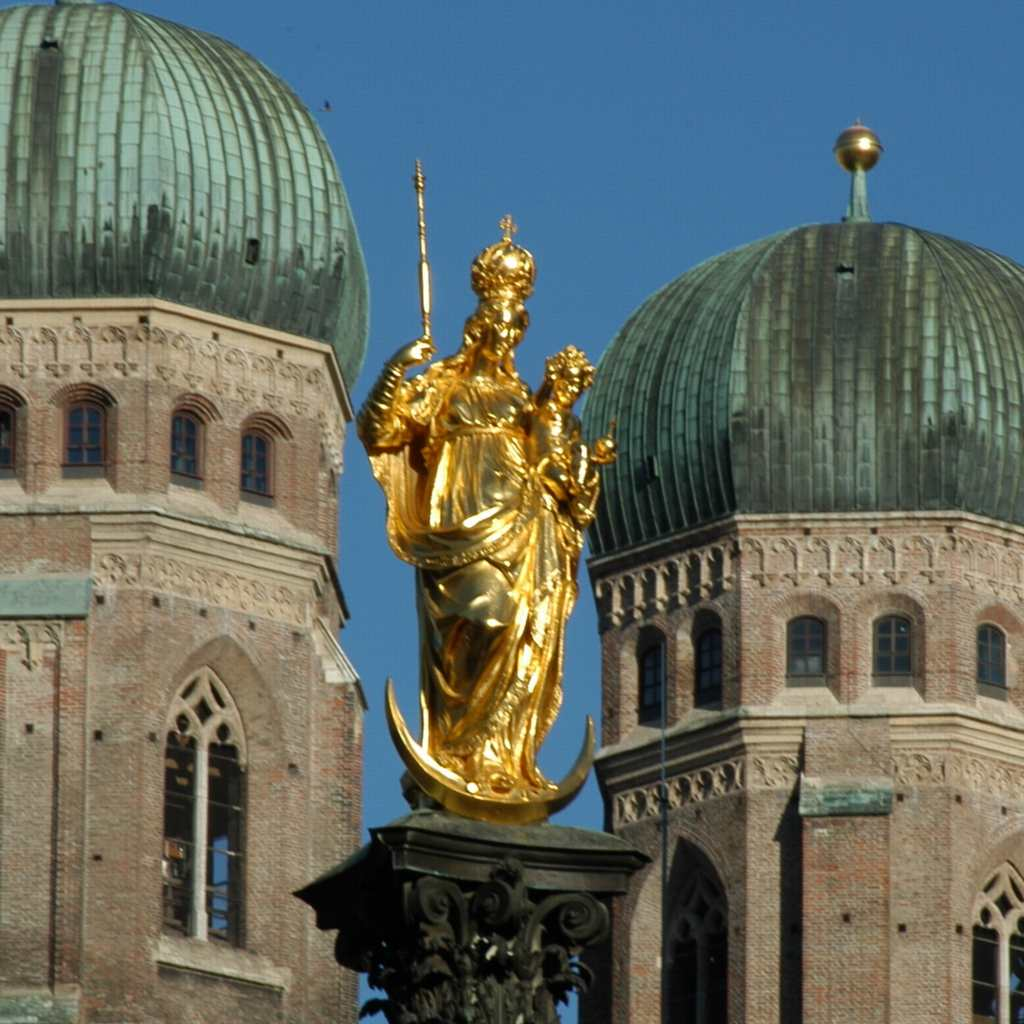
Статуя Девы Марии на соборе Фрауэнкирхе

Адвокатская контора «Übergrau, Höffen & Schnell» — фирма, занимающаяся делами семьи Риттер. Офис фирмы расположен в Мюнхене по адресу Мариенплац, 21 прямо напротив выхода из метро. Контора пользуется полным и заслуженным доверием семьи. Со всеми вопросами и трудностями Габриэлю стоит обращаться в «Übergrau» в первую очередь. Там ценят постоянных клиентов и готовы выполнить даже самую экстравагантную и трудоёмкую просьбу, потчас не имеющую отношения к бизнесу фирмы. Более того, для поддержания авторитета фирма отказывается от взимания платы с видных клиентов — таких как Габриэль фон Риттер. Фирма принадлежит некому пожилому господину Уберграу, который лично в игре не появляется.
- Гаральд Уберграу (Harald Übergrau) — внук и младший компаньон господина Уберграу. Гарри ещё совсем молод, но определённо имеет большое будущее. На рабочем месте держится как опытный руководитель. Гарри изучал право в Гарварде и был выбран руководством фирмы вести дела Габриэля из-за своего знания английского языка. Он несколько стесняется своего возраста и сделает всё, чтобы оправдать возложенное на него высокое доверие. Узнав, что Габриэль расследует очередное загадочное преступление, Гарри не может сдержать мальчишеский восторг и признаётся, что является большим поклонником литературного таланта Габриэля и запоем прочитал его последнюю книгу «Колдуны-убийцы» (Voodoo Murders), чем несколько смущает автора: Габриэль не очень высокого мнения о своих писательских способностях. Зато теперь Гарри готов из кожи вон вылезти, чтобы помочь Габриэлю в его расследовании.
- Фрау Хогель (Frau Hogel) — секретарша Гарри, молодая привлекательная женщина. Готова выполнить любые поручения своего шефа, который, в свою очередь, готов выполнить любые поручения Габриэля.

Die Koniglich-Bayrische Hofjagdloge (Королевская Баварская Охотничья Ложа) — элитарный мужской клуб в Мюнхене, на Диннерштрассе, 54 (Dienerstraße, 54). По утверждению стюарда клуба, Ложа — очень древнее общество, однако клуб был основан относительно недавно, в 1970 году, Бароном фон Гловером. Клуб расположен в частном особняке, располагает значительным имуществом, в том числе несколькими охотничьими домиками в баварских лесах, куда члены клуба регулярно выезжают для совместной охоты. В клубе состоит всего 5 человек, не считая Председателя, стюарда и вновь прибывшего Габриэля. Это объясняется как высокими требованиями, предъявляемыми к новичкам (принадлежность к древним немецким родам, поручительство одного из членов клуба и т. д.), так и политикой основателя клуба. Впрочем, в последнее время Барон фон Гловер, к неудовольствию некоторых «старожилов», стал слишком либерален. Например, Габриэлю не составило особого труда вступить в клуб на правах «личного гостя» Барона. Членов клуба объединяет благородное происхождение и материальное благополучие. Кроме того, Барон ценит личные и деловые качества претендента. Наконец, важным объединяющим моментом является «философия клуба», идеологом которой выступает Фон Гловер.
- Барон Фридрих фон Гловер (Baron Friedrich Von Glower) — харизматичный основатель и Председатель клуба. О себе рассказывает неохотно, известно что его родители были родом из Баварии, однако сам он вырос за границей. К моменту своего возвращения «к корням» успел пожить во многих странах — в Северной и Южной Америке, во Франции и т. д. По собственному признанию любит путешествовать, избегает постоянных связей. С отвращением относится к семейным ценностям, поэтому является последним представитем своего рода. Традиционному немецкому пиву предпочитает красное вино. Выступил поручителем Габриэля при вступлении его в клуб. В дальнейшем Габриэль пользовался исключительным расположением Барона — сам Фон Гловер объясняет это тем, что считает Габриэля во многом похожим на себя, видит в нём потенциального сторонника его философии, а также тем, что «назрела необходимость обновить состав клуба». Философская концепция Барона близка к идеям Анархо-примитивизма и Гедонизма, и состоит в стремлении вернуть человека к его естественному физическому предназначению, вернуть ему утраченные в процессе цивилизации физические способности: обострённое зрение, обоняние, слух, физическую силу и ловкость «хищника», которым, по мнению Барона, и является человек. Также Барон считает недопустимым подавление человеком своих естественных желаний и потребностей.
- Барон Гарр фон Зелл (Baron Garr Von Zell) — типичный представитель «золотой молодёжи», из семьи банкиров, однако крайне честолюбив и амбициозен. До недавнего времени — второе лицо в клубе. Бывший любимец, верный идейный последователь Фон Гловера. Единственный член клуба, за исключением Габриэля, к которому Председатель обращается просто по имени — Гарр. По словам Фон Гловера, Фон Зелл «всегда и во всём был лучшим, за что бы он ни брался». Однако, с некоторых пор (примерно за год до вступления в клуб Габриэля), начались проблемы. Фон Зелл становился всё более агрессивным, непредсказуемым и неуправляемым. Постепенно своим высокомерием и неуёмными амбициями он оттолкнул от себя остальных членов клуба, в частных беседах нередко заявляя что «перерос» самого Фон Гловера. По всей видимости, именно его имел в виду Фон Гловер, говоря о «назревшей необходимости обновления состава». Большинство членов клуба были бы рады избавиться от Фон Зелла, но это не так просто: почти все они — его должники. Также имеются свидетельства о незаконной добыче редких животных, к которой причастен Фон Зелл и, очевидно, сам Фон Гловер — правда, по всей видимости, после разрыва их отношений охота на экзотических животных прекратилась. Габриэль своим появлением вызвал жгучую ненависть и ревность со стороны Фон Зелла, и был даже обвинён им в шпионаже и сотрудничестве с полицией. В свою очередь, Фон Зелл из-за своего буйного, граничащего с безумием поведения стал главным подозреваемым в глазах Габриэля.
- Доктор Клингман (Doktor Klingmann) — доктор биологии Гейдельбергского университета, специалист в области поведения животных. Заведует секцией млекопитающих Мюнхенского зоопарка. Известен своими работами, посвящёнными изучению волков и их поведению в сообществе. Склонен идеализировать волков, считая их «единственными существами, сохранившими природную чистоту». В противовес общепринятой теории естественного отбора предлагает собственную — так называемую теорию невербального «языка смерти», согласно которой хищник выбирает жертвой не слабейшую особь, а ту, которая «готова к смерти», о чём сигнализирует хищнику своим поведением. Коллеги Клингмана не разделяют его точку зрения, и он вынужден был оставаться в одиночестве со своими идеями, пока одну из его лекций не посетил Барон фон Зелл, предложивший Клингману вступить в клуб. Философия клуба была воплощением мечты Клингмана, и он с радостью согласился. Вскоре после этого из зоопарка убежали два волка: молодая самка Хильда и взрослый самец Парсиваль. Волки так и не были обнаружены, а через два дня после этого происшествия начались загадочные нападения волков на людей в пригородах Мюнхена. Клингман стал первым членом клуба, на которого вышел Габриэль. Именно благодаря «доку» Габриэль узнал о существовании Королевской Баварской Охотничьей Ложи. Это произошло через несколько недель после вступления в клуб самого доктора.
- Прайс (Preiss) — известный в Германии адвокат. По словам Фон Гловера, один из лучших немецких адвокатов. Однако, другие члены клуба считают, что Прайс настолько низко пал и дискредитировал себя, что с ним уже никто не будет иметь дела. Сам Прайс объясняет отсутствие работы тем, что «настолько богат, что может позволить себе не браться за неинтересные дела», а также тем, что «обожает свободное время». В клубе Прайса привлекает прежде всего философия гедонизма, которую он трактует предельно просто — «если моё тело хочет чего-то — это естественно». Страсть Прайса — женщины, с которыми он, по его словам, делает «всё, что угодно». Среди членов клуба Прайс слывёт извращенцем, терпимое к нему отношение со стороны Председателя у всех вызывает недоумение. Слухи о похождениях Прайса настолько неприглядны, что перспектива ночевать с ним в одной комнате вселяет ужас в остальных «охотников». Прайс не стремится сгладить свой имидж глубоко порочного человека, напротив, всем своим поведением и интимными откровениями поддерживает его. Можно предположить, что Прайсу не чужды и гомосексуальные контакты, однако прямых доказательств этому нет — возможно, это всего лишь его эпатаж. В то же время, во всём остальном Прайс проявляет себя трезвым и здравомыслящим человеком. Легко и сознательно идёт на откровенность, готов критически и конструктивно обсуждать остальных членов клуба, охотно делится информацией с Габриэлем. Прайс предан Фон Гловеру и не может простить Фон Зеллу его притязания на лидерство. Существенная деталь: Прайс — единственный в клубе, кто ничем не обязан Фон Зеллу; остальные «охотники», несмотря на всё своё состояние, незаметно для себя оказались в него в долгу.
- Фон Айгнер (Von Aigner) — крупный промышленник и торговец. Получил в наследство сеть мясных магазинов вместе с производством, а также пивоваренный завод. В отличие от Прайса воплощает собой грех чревоугодия: «Я люблю вкусно поесть и выпить, и я люблю людей, которые любят вкусно поесть и выпить». Вступил в клуб по причинам, сходным с мотивами Прайса — чтобы быть в компании людей, которые привыкли ни в чём себе не отказывать. Единственный из всех членов клуба, кто пошёл на прямое нарушение закона: именно через Фон Айгнера осуществлялись поставки экзотических животных, в качестве будущих трофеев Фон Зелла и Фон Гловера. Сообщник по преступному бизнесу с последней жертвой — меховщиком Гроссбергом, знакомство с которым долгое время старался скрыть.
- Хеннеман (Hennemann Kay) — крупный правительственный чиновник. По мнению Председателя, имеет блестящие перспективы карьерного роста вплоть до «самого высшего» поста в правительстве, что делает знакомство с ним чрезвычайно полезным. Однако, другие члены клуба, в частности Прайс, придерживаются противоположного мнения относительно политического будущего Хеннемана. Хеннеман — горький пьяница, и, по сведениям из «осведомлённых источников», всё что его ждёт — это досрочная почётная пенсия, решение о которой уже принято в тайне от него самого. Хеннеман замкнут и неразговорчив, не любит говорить по-английски. Единственный способ разговорить его — выпить с ним, тогда он охотно идёт на контакт. Периодически вместе с Клингманом и Фон Айгнером они заходят в знаменитое кафе «Донисл» (Donisl) на Мариенплатц, чтобы «пропустить» несколько кружек пива.
- Ксавье (Xaver) — швейцар в клубе. Не являясь полноправным членом клуба, не участвуя в поездках и застольях, Ксавье тем не менее — старейший участник мероприятия под названием Королевская Баварская Охотничья Ложа. Принят на работу Фон Гловером более 20 лет назад, в 1972 году — через два года после возрождения Ложи. С тех пор Ксавье — бессменный страж порядков и традиций клуба, ревностный поборник заведённых ритуалов и правил. Последние события, связанные с принятием в ряды клуба Доктора Клингмана и, особенно, Габриэля Найта повергли Ксавье в настоящий шок. Он так и не смог смириться с присутствием «случайного американского гостя» в таком элитарном и престижном заведении. Однако Ксавье весьма бесхитростен и падок на лесть, и при правильном подходе от него всегда можно получить необходимые сведения, а иногда и более существенную выгоду.

Полиция Мюнхена
- Комиссар Лебер (Kriminal-Kommissar Leber) — глава полиции города. Экспрессивный и грубоватый человек, однако ему не чужды сочувствие и сострадание. Лебер оказался в очень трудном положении: начальство, общественность, СМИ требуют от него немедленного раскрытия серии зверских убийств, а следствие вот уже больше месяца «топчется на месте». Лебер прекрасно понимает, что официальная версия несостоятельна, но, вопреки здравому смыслу, отчаянно надеется что убийцами всё же окажутся сбежавшие из зоопарка волки. Тогда у него будут в руках хоть какие-то зацепки, и он сможет предъявить хотя бы какие-то результаты своей работы. Впрочем, убийства продолжаются, и Комиссар в отчаянии, понимая, что не в силах их остановить, не говоря уже о поимке волков. Очевидно, если полиции не удалось обнаружить сбежавших волков в течение месяца, то дальше их искать бессмысленно, а не искать их Лебер не может, иначе он будет обвинён в бездействии. За всю его десятилетнюю служебную карьеру на посту Комиссара, это дело оказалось самым трудным и безнадёжным, и в то же время самым громким. Неудивительно, что Лебер жаждет любой помощи в раскрытии этих преступлений и готов поступиться своими главными принципами, в том числе принципом недопущения гражданских лиц к материалам следствия. Однако, Комиссар крайне несговорчив, и просто так не допустит «одного из этих америнских частных сыщиков» к бумагам по делу об убийствах. Он должен быть уверен, что взамен получит действительно ценную информацию, что станет переломным моментом в затянувшемся расследовании. С другой стороны, та информация, которую он предоставит Габриэлю ни в коем случае не должна позволить «гражданскому» обойти его в этом деле. Габриэлю придётся приложить немало усилий, подключить всё своё умение работы с людьми, чтобы постепенно перехватить нити расследования из рук упрямого Комиссара, а затем направить полицию по ложному следу — исключительно в интересах дела.
- Кроме Комиссара Лебера в полицейском управлении работают ещё несколько сотрудников, в частности, помощник Комиссара Штаттер (Staetter) и дежурный полицейский — неприветливый старый служака, недолюбливающий иностранцев и не умеющий и принципиально не желающий говорить по-английски.

### Риттерсберг
Небольшой, но очень древний городок в Баварии. Расположен недалеко к западу от Мюнхена. Основан Мартином Риттером в первой половине XIII века. Строительство города было завершено в 1438 году, когда были возведены городские стены.
Жители города

Риттерсберг (монтаж). Замок Риттер и машина Габриэля (слева) и главная площадь города (справа). Курсоры с надписью «exit» (увеличены) в местах перехода между локациями. На главной площади: слева — церковь святого Георга с усыпальницей Шаттенъегерей, справа — Ратуша, темница, таверна Вернера Хубера и почтовое отделение.

- Герда (Gerda) — управляющая замка Риттер, владельцем которого является Габриэль Найт. Влюблена в дядю Габриэля — Вольфганга, которого уже нет в живых.
- Мэр Эрнест Хабермас (Mayor Ernest Habermas) — мэр Риттесберга. Большой патриот своего города, очень приветливый и дружелюбный человек. Как и Вернер Хубер, отлично говорит по-английски. Если повезёт и его удастся застать в Ратуше, Герр Хабермас будет рад поделиться своими знаниями по истории города и помочь в её исследовании. Так как городок совсем маленький, дел у мэра немного, и по совместительству Хабермас выполняет обязанности хранителя городского архива, а также экскурсовода по своеобразному музею — камере смертников, расположенной в подвале Ратуши.
- Вернер Хубер (Werner Huber) — неформальный лидер жителей города, что-то вроде старосты, возможно, благодаря своему почтенному возрасту. Владелец единственной в городе таверны «Золотой Лев» (Goldener Löwe), расположенной на центральной площади. Вернер Хубер возглавил делегацию жителей Риттесберга и соседних деревень, пришедших за помощью к Габриэлю. Нет сомнения, что именно Вернер Хубер настоял на необходимости вмешательства Шаттенъегеря, хотя формальным заказчиком расследования выступил его кузен Сепп — отец погибшей девочки. Вернер Хубер — очень мудрый и осторожный старик, он не станет раскрывать все карты первому встречному, но в то же время способен искусно подтолкнуть нужного человека в нужную сторону.
- Сепп Хубер (Sepp Huber) — отец Тони Хубер. Живёт с женой на ферме в Локхаме, к юго-западу от Мюнхена. Ферма расположена примерно в часе ходьбы от Замка Риттер.
- Криста Хубер (Christa Huber) — жена Сеппа, мать Тони. Её мать живёт в Регенсбурге, Хуберы уехали к ней на время расследования, освободив свою ферму для Габриэля.
- Отец Йозеф Гетц (Pfarrer Joseph Getz) — настоятель церкви Святого Георга — покровителя Шаттенъегерей. Очень спокойный и приветливый человек, но, к сожалению, совершенно не говорит по-английски.
- Фрау Гельдер — работает на почте. Не говорит по-английски, но сочувственно относится к новому Шаттенъегерю и его помощнице. С её помощью Грейс предстоит долгое время поддерживать хоть какую-то связь с Габриэлем.

Чета Смитов

### Другие места в Баварии

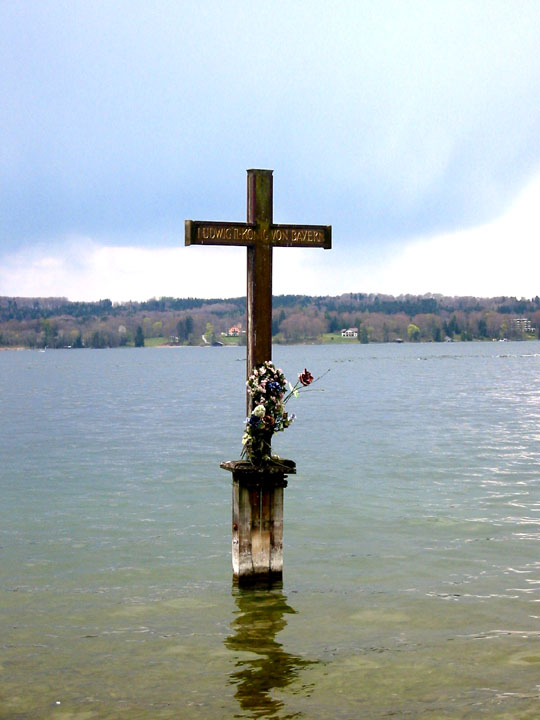
Памятный крест на месте гибели Людвига II (Штарнбергское озеро, около Берга)

Нойшванштайн
Музей Людвига II
Музей Вагнера
Озеро

### Учёные и консультанты в других странах мира
- Доктор Бертрам Барклай (Dr. Bertraim Barclay) — доктор исторических наук, профессор Йельского университета. Грейс, скорее всего посещала его занятия, пока не оставила университет. Судя по коду города в телефонном номере, указанном на визитной карточке, Доктор Барклай проживает в Атлантик-Сити, штат Нью-Джерси.
- Йозеф Далмайер (Josef Dallmeier) — специалист по истории Баварии. Интересуется временем правления и особенно личностью короля Людвига II, считает в чём-то себя похожим на него. Знает много подробностей о жизни Людвига, придерживается собственной точки зрения насчёт мотивации поступков короля — по мнению Далмайера, экскурсоводы, биографы и историки упрощают личность Людвига, преподнося его либо как непонятого романтического героя, либо как человека набожного и потому глубоко страдающего от чувства вины из-за своей нетрадиционной сексуальной ориентации. По мнению Далмаера, Людвиг всю жизнь страдал от того, что никто не мог подарить ему столько любви, сколько он готов был раздаривать окружающим. В течение пяти лет Далмайер безуспешно пытается получить доступ к дневнику короля, это единственный источник о жизни Людвига, с которым он пока не ознакомился. Далмайер — открытый и общительный человек, готов бескорыстно делиться имеющейся у него информацией.

### Герои прошлого
Род Риттеров
- Вольфганг Риттер (Wolfgang Ritter) (1923—1993) — дядя Габриэля, продолжатель дела «Охотников за Тенью». Погиб в конце первой части. Захоронен в семейном склепе Риттеров, в церкви Святого Георга. После его смерти имущество и титул семьи Риттер перешли к Габриэлю. У Герды хранится фотография Вольфганга с памятной надписью.
- Кристиан фон Риттер (Christian von Ritter) (10.01.1820 — 04.03.1864) Стремился предупредить Людвига II об опасности, которую для него представляет человек по прозвищу «Чёрный Волк», но умер в день написания письма, так и не успев его отправить.
- Виктор Риттер (Victor Ritter) (?-1753) — один из славных Шаттенъегерей прошлого. Прославился тем, что в 1750 году вместе с помощником выследил и взял живым оборотня Барона фон Ралика и передал его в руки правосудия.
- Юрген Риттер (Jürgen Ritter) (1403—1461) — один из славных Шаттенъегерей прошлого. При нём были возведены городские стены Риттерсберга.
- Мартин Риттер (Martin Ritter) (1190—1253) — основатель Риттерсберга. В 1223 году построил Замок Риттер.

Барон Клаус фон Ралик (Baron Claus von Ralick) по прозвищу «Чёрный Волк» — жил в Альфинге в XVIII веке. Был проклят старой цыганкой за совершённое им насилие над цыганской девушкой, впоследствии покончившей с собой. В результате этого проклятия стал оборотнем. В апреле 1750 года был пойман Виктором Риттером, привезён живым в Риттесберг и посажен в темницу в подвале Ратуши города. После установления личности был приговорён судом города к четвертованию и сожжению заживо на костре. Был казнён на рассвете следующего дня. Жители Риттерсберга отправились в Альфинг, чтобы расправиться с семьёй Фон Ралика, так как считалось что проклятие передаётся по наследству. Однако, никого из родных Фон Ралика им найти не удалось.
Ричард Хорнинг (Richard Horning) — учил верховой езде Людвига II. Его внук Стефан (Stephan Horning) — старый фермер — со слов деда рассказал Даллмайеру много подробностей о жизни короля, в частности, о несчастном случае на охоте, произошедшем с Людвигом, и о визитах Вагнера в Нойшванштайн в последние годы жизни короля.
Пауль Гоуден (Paul Gowden) по прозвищу «Чёрный Волк» современник Людвига II. О его прошлом ничего достоверно не известно. Пользовался расположением при Прусском дворе, о нём ходили разные слухи: его называли иностранным принцем, шпионом, убийцей. Безусловно, был опасным и влиятельным человеком. В 1863 году за какие-то особые заслуги благодаря Бисмарку получил титул и земли, после чего сменил имя и место проживания. Его дальнейшая судьба неизвестна.
Фрау Фогль (Frau Vogl)

## Процесс съёмок
Съёмки проходили в небольшой студии в городке Оакхёрст в Калифорнии, где располагалась штаб-квартира Sierra. Съёмочным процессом руководил режиссёр Уилл Биндер (Will Binder).

## Оценки
| Русскоязычные издания | Русскоязычные издания |
| Издание               | Оценка                |
| --------------------- | --------------------- |
| «Страна игр»          | [ 4 ]                 |